# 매트 라탄지
매튜 빈센트 라탄지(영어: Matthew Vincent Lattanzi, 1959년 2월 1일 ~ )는 미국의 배우이다.

## 영화
- 록산느 (1987년)
- 인생이란 (1986년)
- 마이 튜터 (1983년)
- 그리스 2 (1982년)
- 여인의 계단 (1981년)
- 제너두 (1980년)